# Casper Mágico
Julio Alberto Cruz García (San Juan, Puerto Rico; 21 de junio de 1989), conocido artísticamente como Casper Mágico, es un  cantante y compositor puertorriqueño de trap latino y reguetón. Se hizo conocido en el 2017 al estrenar el sencillo «Te boté» en compañía de Nio García y Darell, que fue certificado de oro por la RIAA y también llegó a ubicarse en los primeros lugares de las principales listas de la revista Billboard.

## Primeros años
Julio Alberto Cruz García conocido como Casper Mágico, nació en San Juan; Puerto Rico el 21 de junio de 1989. Su infancia fue difícil porque creció en las calles y tras ese tiempo formó parte de pandillas callejeras dedicada a la delincuencia.

## Carrera musical

### 2005-2016: Inicios
En su juventud, conoció a Anuel, con quien formó en 2005 un dúo musical llamado Anuel y Casper. Juntos trabajaron y grabaron el sencillo «Ella dice que te ama». No obstante su carrera musical se vio interrumpida entre 2010 y 2014 cuando fue arrestado y deportado desde Puerto Rico a los Estados Unidos debido a su participación en actividades relacionadas con drogas y armas durante una redada policial en el residencial Torres de Sabana Abajo (Carolina), lugar donde vivía. Durante esos años de encarcelamiento, enfrentó la separación forzosa de su esposa e hijos.
Tras ser puesto en libertad, trabajó lavando platos en un restaurante y limpiando cocinas en un hotel. Posteriormente, se reunió nuevamente a Anuel, ahora conocido como Anuel AA, como su corista. No obstante volvieron a separarse cuando Anuel AA fue arrestado en 2016 por posesión ilícita de armas, lo que obligó a Casper a iniciar su carrera como solista. Un año antes, Casper ya había firmado un contrato con la discográfica Flow La Movie para dar inicio a su carrera musical.
En 2016, lanzó su primer sencillo como solista titulado «Por dinero», el cual fue producido por Young Martino y le brindó reconocimiento en el ámbito musical. Posteriormente lanzó un remix en colaboración con Kendo Kaponi, Miky Woodz y Noriel.

### 2017-2019:Te botéy consolidación musical
El 1 de diciembre de 2017, en colaboración con Nio García y Darell, lanzó el sencillo «Te boté» a través del sello discográfico Flow La Movie Inc. El sencillo alcanzó el primer puesto en las listas de Monitor Latino en Nicaragua y en la PROMUSICAE de España. Además fue certificado oro en Francia por la SNEP y triple platino en España por la PROMUSICAE.
El 18 de abril de 2018, se lanzó un remix que contó con la participación de Nicky Jam, Bad Bunny y Ozuna, logrando posiciones destacadas en las listas semanales de Estados Unidos, incluido el número 1 en Hot Latin Songs y el puesto 36 en el Billboard Hot 100. Este remix fue certificado con 60 discos de platino por parte de la RIAA.
El 1 de enero de 2019, se lanzó una nueva versión con el cantante Anuel AA. El 4 de enero, se compartió en YouTube una versión titulada «boté (Remix 2)» que incluyó a  Cosculluela, Wisin & Yandel y Jennifer Lopez. Esta versión fue certificada Oro y platino por la RIAA. En ese mismo año, el remix con Nicky Jam, Bad Bunny, Darell y Ozuna ganó tres premios Billboard, un premio Lo Nuestro al remix del año y un Billboard Music Award a la mejor canción latina. Además, Casper fue nominado a los Premios Lo Nuestro en la categoría Revelación del Año.

### 2020-presente:Now or Never
El 24 de julio de 2020, lanzó un álbum colaborativo junto a Nio García titulado Now or Never, que cuenta con un total de 18 canciones bajo la discografía Flow La Movie. El álbum cuenta con la colaboración de reconocidos cantantes como Arcángel, De La Ghetto, Rauw Alejandro, Yandel, Anuel AA, Bad Bunny, Ozuna, Nicky Jam y Darell. Este álbum logró posicionarse en varias listas de Billboard: en el puesto #5 en Top Latin Albums, en el #4 en Latin Rhythm Albums, en el #22 en Independent Albums y en el #136 en Billboard 200. Además recibió certificaciones de la RIAA, obtenido los reconocimientos de Disco de Oro, Platino y Multi-Platino (8x), convirtiéndose en el álbum con más certificaciones de aquel año.
El 21 de octubre de 2022 firmó un contrato con el sello discográfico GLAD Empire.

## Estilo musical
Casper desde sus inicios, siempre se ha enfocado en el trap en la que involucra un lenguaje con palabras obscenas; aunque planea hacer un tipo de música accesible para todo tipo de público, sobre su forma de cantar ha expresado:

«Me siento incómodo de que me escuchen cantando esas cosas. Hago esas canciones para un público adulto, pero es inevitable que llegue a los niños. Por eso estoy enfocado en hacer cosas más limpias, y más bonitas.

## Premios y nominaciones

### Premios Billboard de la música latina
| Año  | Nominado        | Galardón                            | Resultado | Ref.   |
| ---- | --------------- | ----------------------------------- | --------- | ------ |
| 2019 | Te boté (Remix) | Canción Latin Rhythm del Año        | Nominado  | [ 16 ] |
| 2019 | Te boté (Remix) | Canción del Año, Airplay            | Nominado  | [ 16 ] |
| 2019 | Te boté (Remix) | Hot Latin Song - Colaboración Vocal | Ganador   | [ 16 ] |
| 2019 | Te boté (Remix) | Canción del Año, Streaming          | Ganador   | [ 16 ] |
| 2019 | Te boté (Remix) | Hot Latin Song - Canción del Año    | Ganador   | [ 16 ] |
| 2019 | Te boté (Remix) | Canción del Año, Digital            | Nominado  | [ 16 ] |

### Premio Lo Nuestro
| Año  | Nominado        | Galardón           | Resultado | Ref.   |
| ---- | --------------- | ------------------ | --------- | ------ |
| 2019 | Te boté (Remix) | Remix del año      | Ganador   | [ 17 ] |
| 2019 | El mismo        | Revelación del Año | Nominado  | [ 17 ] |

### Billboard Music Awards
| Año  | Nominado        | Galardón             | Resultado | Ref.   |
| ---- | --------------- | -------------------- | --------- | ------ |
| 2019 | Te boté (Remix) | Mejor Canción Latina | Ganador   | [ 25 ] |

## Discografía

#### Álbumes de estudio
- 2020: Now or Never (con Nio García)